# 中村町 (半田市)
中村町（なかむらちょう）は、愛知県半田市の地名。現行行政地名は中村町1丁目から2丁目。

## 地理
半田市中央部に位置する。東は東雲町・源平町、西は銀座本町、北は東本町に接する。

### 学区
- 高等学校 - 尾張学区
- 中学校 - 半田市立半田中学校[WEB 5]
- 小学校 - 半田市立半田小学校[WEB 5]

## 歴史

### 人口の変遷
国勢調査による人口および世帯数の推移。
| 1995年（平成7年）  | 16世帯 47人 |  |
| 2000年（平成12年） | 16世帯 44人 |  |
| 2005年（平成17年） | 13世帯 35人 |  |
| 2010年（平成22年） | 12世帯 37人 |  |
| 2015年（平成27年） | 11世帯 29人 |  |
| 2020年（令和2年）  | 13世帯 36人 |  |

### 沿革
- 1957年（昭和32年） - 大字なし区域（旧半田町域）の一部より、中村町が成立[2]。

## 交通
- 愛知県道112号半田停車場線（平和通り）[1]

## 施設

### 中村町一丁目
- 浄土宗西誓院[1]
- 真宗大谷派雲観寺[1]
- 曹洞宗泉重寺[1]

釈迦牟尼如来を本尊とする。宝暦6年創建。船頭榊原又兵衛の遭難を弔うために娘が自宅を宝樹庵と称するようになったことにはじまるという。1899年（明治32年）、宝樹山泉重寺と改称。庭に大きな亀が居着いたことから「一亀さん」の別名でも知られる。
- 小栗家住宅
- 旧中埜半六邸

### 中村町二丁目
- Mizkan Holdings（Mizkan）本社[1]
- MIZKAN MUSEUM

- MIZKAN MUSEUM
- 小栗家住宅

### WEB
1. ↑  “愛知県半田市の町丁・字一覧”.   人口統計ラボ. 2023年11月25日閲覧。
2. 1 2  総務省統計局 (2022年2月10日). “令和2年国勢調査の調査結果(e-Stat) - 男女別人口，外国人人口及び世帯数－町丁・字等” (CSV). 2023年8月2日閲覧。
3. ↑  “愛知県半田市の郵便番号一覧”.   日本郵便. 2023年11月25日閲覧。
4. ↑  “市外局番の一覧” (PDF).   総務省 (2022年3月1日). 2022年3月22日閲覧。
5. 1 2  “半田市立小中学校　通学区域一覧（町名あいうえお順）” (PDF) (2015年4月1日). 2024年10月13日閲覧。
6. ↑  総務省統計局 (2014年3月28日). “平成7年国勢調査の調査結果(e-Stat) - 男女別人口及び世帯数 －町丁・字等” (CSV). 2021年7月20日閲覧。
7. ↑  総務省統計局 (2014年5月30日). “平成12年国勢調査の調査結果(e-Stat) - 男女別人口及び世帯数 －町丁・字等” (CSV). 2021年7月20日閲覧。
8. ↑  総務省統計局 (2014年6月27日). “平成17年国勢調査の調査結果(e-Stat) - 男女別人口及び世帯数 －町丁・字等” (CSV). 2021年7月21日閲覧。
9. ↑  総務省統計局 (2012年1月20日). “平成22年国勢調査の調査結果(e-Stat) - 男女別人口及び世帯数 －町丁・字等” (CSV). 2021年7月21日閲覧。
10. ↑  総務省統計局 (2017年1月27日). “平成27年国勢調査の調査結果(e-Stat) - 男女別人口及び世帯数 －町丁・字等” (CSV). 2021年7月21日閲覧。

### 書籍
1. 1 2 3 4 5 6 7  「角川日本地名大辞典」編纂委員会 1989, p. 1821.

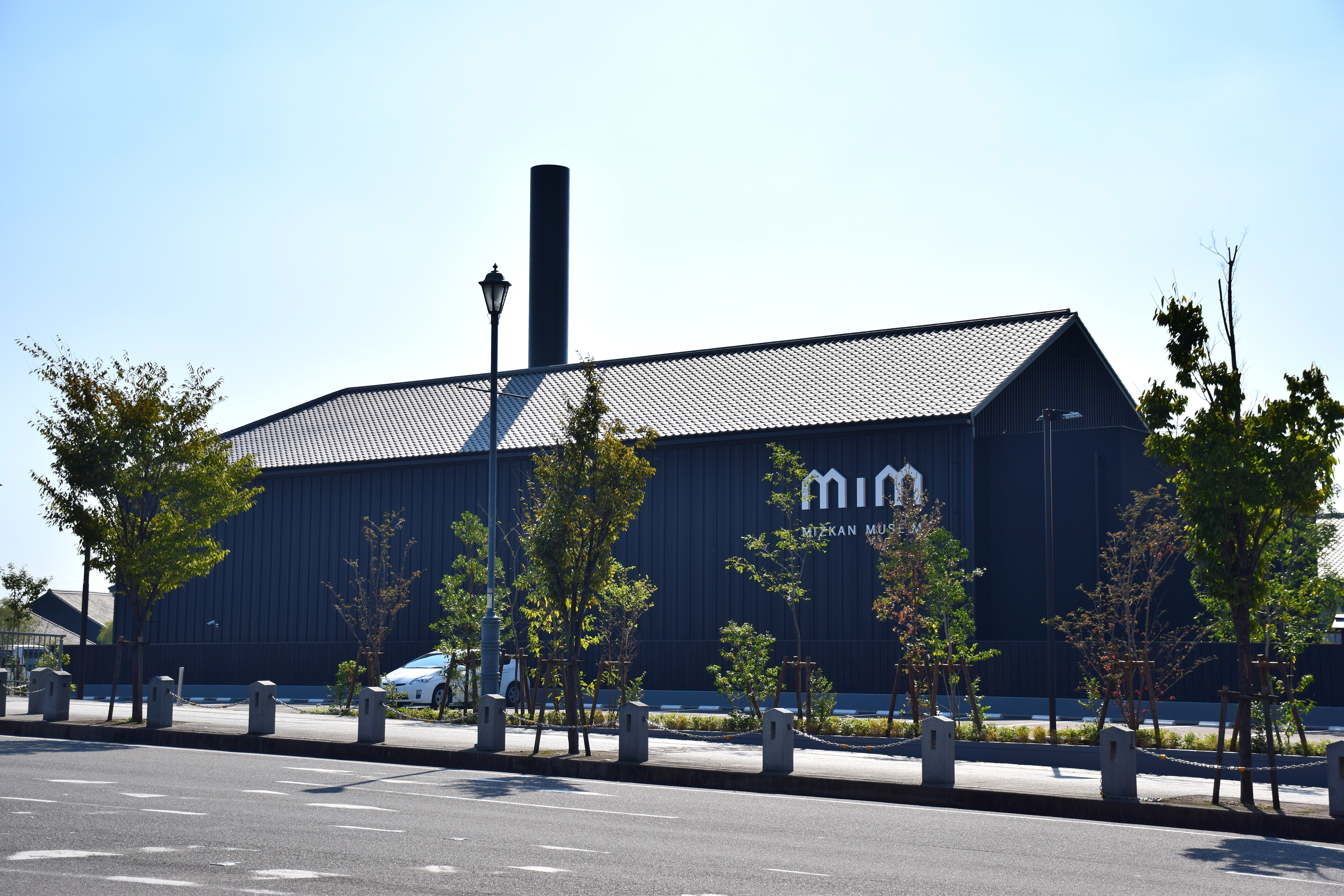
MIZKAN MUSEUM
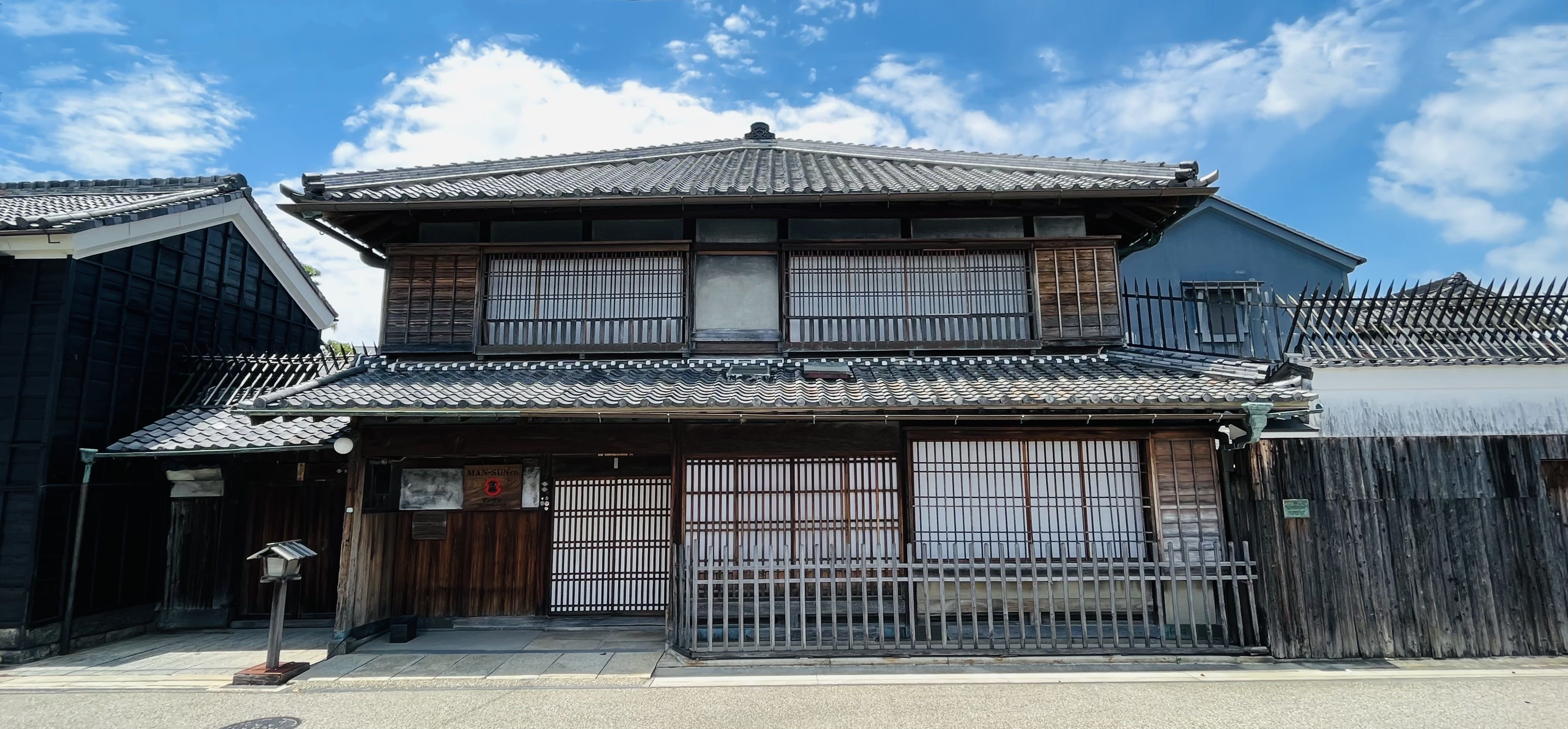
小栗家住宅

2. ↑  「角川日本地名大辞典」編纂委員会 1989, p. 960.
3. 1 2 3 4 5  愛知県史誌出版協会編集事務局 1986, p. 236.